# 斗罗大陆
《斗羅大陸》是唐家三少于2008年至2009年在起点中文网发表的网络小说，斗罗大陆系列的除了第一部，其后有《斗罗大陆2绝世唐门》、《斗罗大陆外传神界傳說》、《斗罗大陆3龙王传说》、《斗罗大陆外传唐门英雄传》、《斗罗大陆4終極斗罗》、《斗罗大陆5重生唐三》、《斗罗大陆外传史莱克天团》等。
2015年2月15日，唐家三少宣布将《斗罗大陆系列》改编成电影登上大银幕。

## 《斗罗大陆第一部》
第一部描述的是一个制作暗器的宗門弟子唐三穿越到了异世界斗罗大陆的故事。2012年时，单行本发行约1000万册，在起点中文网上点击量亦已超过5500万。

## 《斗罗大陆2绝世唐门》
2012年11月12日在起点中文网展开连载，并获得高达3千万点击量和好评指数有9.7分（满分10分），并在同年的12月交由湖南少年儿童出版社出版实体书（ISBN 9787535888402）。 

2013年1月入围2012年度金键盘奖的年度作品，唐家三少也入围了起点中文网年度作者前十名。
2014年唐家三少与几位漫画家组成绝世唐门漫画创作组，并将《斗罗大陆2绝世唐门》改编成漫画，在中国原创漫画刊物《神漫》 上刊登。

## 改编作品
有穆逢春改编的漫画，企鹅影视、玄机科技联合出品的网络动画。同名网页游戏于2011年10月29日启动封测。
《唐门世界》则是根据唐家三少作品《斗罗大陆》、《狂神》创作的手游。
《斗罗大陆》已被翻译成英文，法文版由阅文集团授权翻译。